# Rostricephalus
Rostricephalus là một chi bọ cánh cứng trong họ 
Elateridae.
Chi này được miêu tả khoa học năm 1918 bởi Fleutiaux.

## Các loài
Chi này có các loài:
- Rostricephalus vitalisi Fleutiaux, 1918